# Bárány Pál
Szenicei Bárány Pál (Felpéc, 1748. január 22. – Varsád, 1806 novembere) evangélikus lelkész.

## Élete
Bárány János fia volt. Gimnáziumi tanulmányait tíz év alatt végezte el, majd két évet töltött Pozsonyban, Lipcsében és Halléban. 1772-ben várpalotai prédikátor lett, majd innen 1778-ban Varsádra ment. 1796-ban „consenior” és utóbb nagyvázsonyi evangélikus pap és a tolnai gyülekezetek „seniora” lett.

## Műve
- A szent irásnak a betű szerint fordítás által némely meghomályosított helyeire való világoskodó lámpás. Hely nélkül, 1787.